# Es Castell

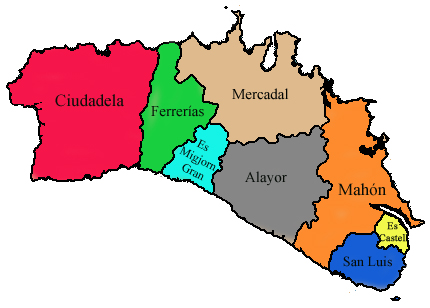

Es Castell (tên tiếng Tây Ban Nha Villacarlos trong thời kỳ Franco, dù được biết đến nhiều hơn bằng tên tiếng Catalan) là một đô thị trên đảo Menorca, thuộc quần đảo Baleares, Tây Ban Nha. Đô thị này thành lập năm 1771 bởi Patrick Mackellar.

## Hình ảnh

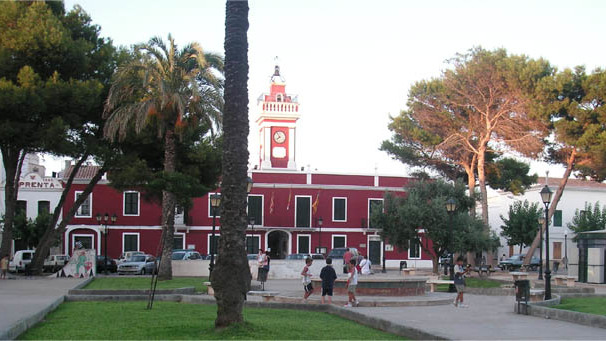
Es Castell town hall
Son GranotSon Granot
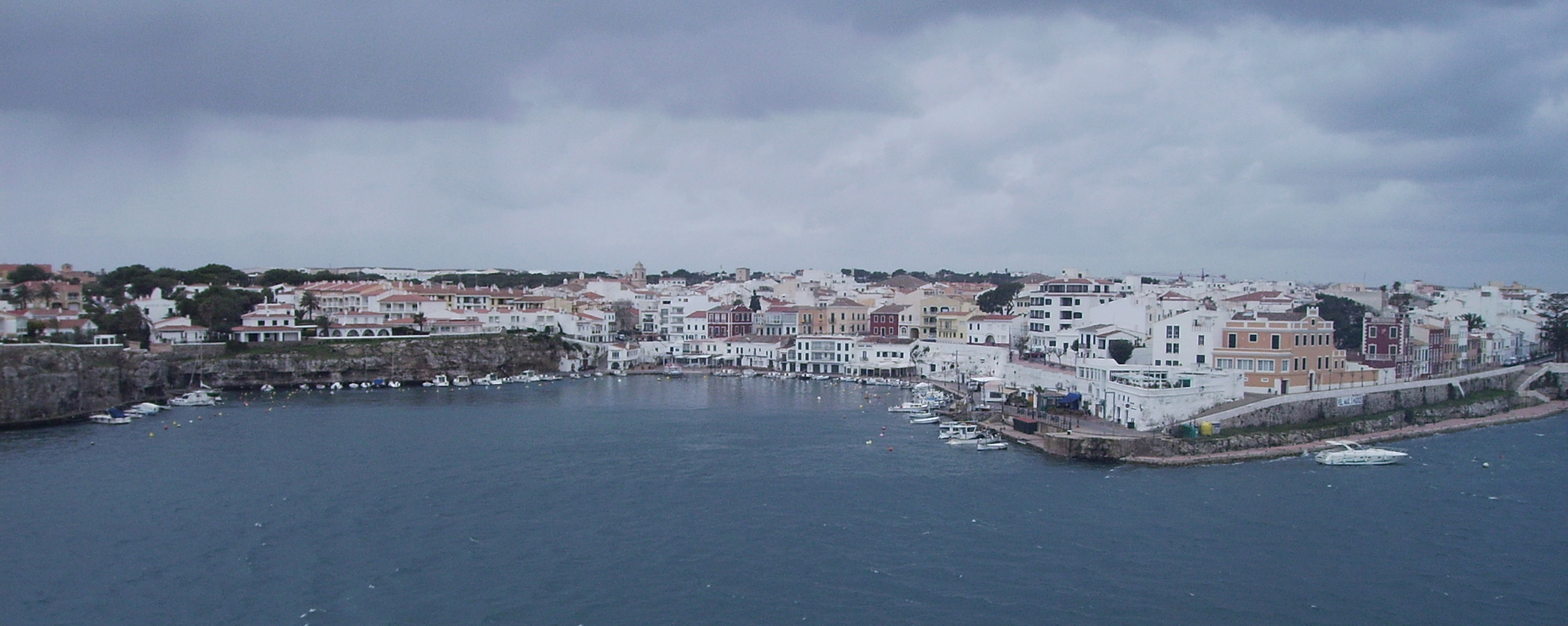
Cales Fonts
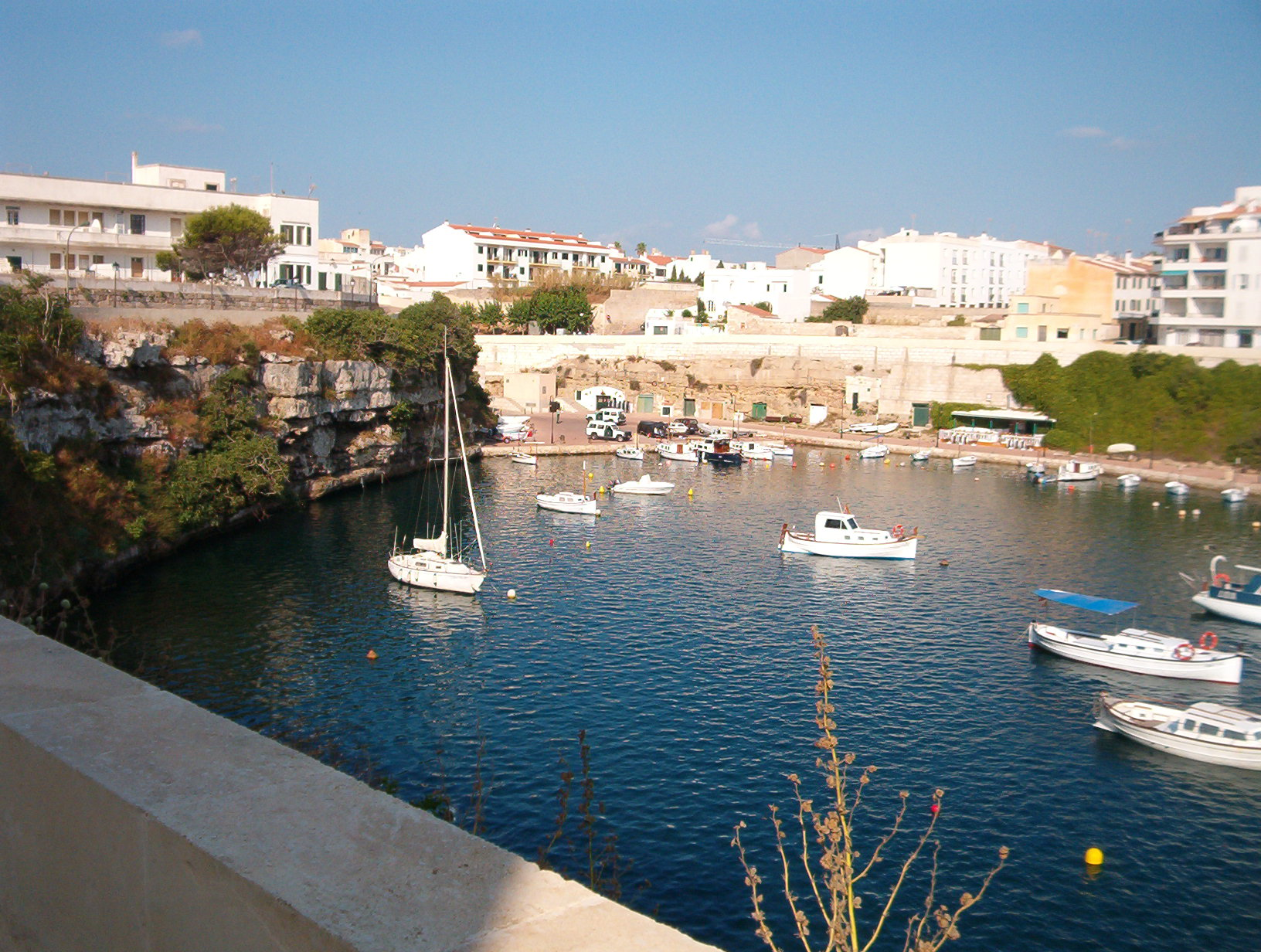
Cala Corb